# 霧にぬれても
「霧にぬれても」（きりにぬれても）は、日本のフォーク・グループである紙ふうせんが、1978年（昭和53年）4月にシングル・リリースしたフォークソング。作詞・作曲は紙ふうせんのメンバー・後藤悦治郎が担当した。

## 解説
今作品は、1978年3月発売のオリジナル・アルバム「再会 -新たなる旅立ち-」よりシングル・カットされた。
当シングルの作詞・作曲を担当した、後藤悦二郎の出身地・兵庫県（神戸市）のご当地ソング。
1977年（昭和52年）11月、前シングルで大ヒット曲「冬が来る前に」の次シングルで、オリコンチャート上では紙ふうせんの2番目のヒット作と成った。

## 収録曲
- 両楽曲共に、作詞・作曲：後藤悦治郎／編曲：梅垣達志

1. 霧にぬれても (3:17)
2. 悲しき翼 (3:29)